# Gran rey
Gran rey es un rey, que mantiene una posición de superioridad sobre un grupo de otros reyes, sin el título de emperador; comparable con rey de reyes.
Gobernantes que se han denominado de "gran rey" (por sus contemporáneos o modernos por los observadores), se encuentran:
- Varios antiguos gobernantes celtas, en particular, el gran rey de Irlanda (Ard Rí na hÉireann), de Irlanda. Algunos otros monarcas, como el Rey Arturo, Uther Pendragon y Vortigern, se han denominado "gran rey de Gran Bretaña" en algunos relatos.
- El gobernante de los pictos.
- El Ard Rí Alban, de Escocia
- Algunos gobernantes de la Antigua Grecia, como Agamenón (véase Anax).
- El rey más poderoso de las diferentes ciudades-estado etruscas.
- Mepe-Umaglesi altísimo rey era una frase de la Iglesia ortodoxa georgiana Mepe-Mepeta ("rey de reyes")
- En Lituania, el título de "Didysis Kunigaikštis" se traduce con mayor precisión como "gran rey ", aunque es tradicionalmente traducido como "gran duque".
- En la antigua Sumeria, los gobernantes de todos los sumerios recibían el título de "Nam-Lugal" (gran rey).[1]

El bretwalda, era esencialmente el alto rey de los anglosajones, aunque rara vez es el nombre traducido como tal. El Yang di-Pertuan Agong de Malasia probablemente podría ser visto como un "gran rey", como él es seleccionado de entre los nueve gobernantes malayos (siete sultanes, un Rajá, y un gran señor) por elección (aunque a través de un acuerdo informal, de forma rotatoria). En la práctica, sin embargo, el término "alto rey" rara vez se aplica a la Yang di-Pertuan Agong, más bien se usa "rey".
Los títulos "maharajá" o similares (India), y "daewang" (Corea), podría ser traducida como "gran rey". El título de "rey de reyes" también expresa la misma idea de "gran rey" - fue utilizado en diversas ocasiones por el emperador de Persia (shahanshah) y el emperador de Etiopía.

## Otros usos
- High-King (ハイ・キング Hai-Kingu?) es también el nombre de un grupo de J-pop creado en 2008 con Ai Takahashi, Reina Tanaka, Saki Shimizu, Maimi Yajima y Yuuka Maeda.
- En el libro de ficción de C. S. Lewis Las Crónicas de Narnia, Peter fue el Gran Rey de Narnia sobre Edmund por ser el mayor. También fue el Alto Rey de todos los reyes de Narnia, desde la primera hasta la última. Susan fue también alta Reina en vez de Lucy por las mismas razones.
- En las obras de J. R. R. Tolkien, principalmente El Silmarillion, había una sucesión de Altos Reyes de Noldor exiliado en la Tierra Media, comenzando con Fëanor y que acabó en el reinado de Gil-galad. Ingwe, líder de los Vanyar, también se menciona como el Gran Rey de los  Eldar, mientras que Manwë es a veces también llamado por el título de Gran Rey de Arda. Thingol es reconocido como de alto rey de Beleriand por Fingolfin. En la Tercera Edad, los gobernantes de Arnor eran conocidos como "Gran Rey", incluyendo Aragorn, como Rey Elessar.
- En la Lloyd Alexander Las Crónicas de Prydain, hay una línea de reyes de Alta Prydain que son descendientes de una familia real que llegaron desde el País de verano con el fin de oponerse a Arawn. El Gran Rey en toda la serie es el Gran Rey Matemáticas, que es sucedido por Gwydion y más tarde por Taran en la última novela de la serie, Rey Supremo.